# Aganisia
Genre
Synonymes
- Acacallis Lindl.[2]
- Kochiophyton Schltr. ex Cogn.[2]

Aganisia est un genre végétal de la famille des Orchidaceae, regroupant plusieurs espèces d'orchidées épiphytes d'Amérique du Sud.

## Liste d'espèces
Selon BioLib (14 février 2016), Catalogue of Life (14 février 2016), World Checklist of Selected Plant Families (WCSP) (14 février 2016) et The Plant List (14 février 2016)  :
- Aganisia cyanea (Lindl.) Rchb.f.
- Aganisia fimbriata Rchb.f.
- Aganisia pulchella Lindl.
- Aganisia rosariana (V.P.Castro & J.B.F.Silva) F.Barros & L.R.S.Guim.

Selon Tropicos (14 février 2016) (Attention liste brute contenant possiblement des synonymes) :
- Aganisia alba Ridl.
- Aganisia boliviense Rolfe
- Aganisia boliviensis Rolfe ex Rusby
- Aganisia brachypoda Schltr.
- Aganisia brachystalix (Rchb. f.) Rolfe
- Aganisia cinerea Benth.
- Aganisia coerulea Rchb. f.
- Aganisia cyanea (Schltr.) Rchb. f.
- Aganisia fimbriata Rchb. f.
- Aganisia graminea (Lindl.) Benth. ex Hook. f.
- Aganisia ionoptera (Schltr.) G. Nicholson
- Aganisia kellneriana Benth.
- Aganisia lepida Linden & Rchb. f.
- Aganisia oliveriana Rchb. f.
- Aganisia pulchella Lindl.
- Aganisia rosariana (V.P. Castro & M.M. Silva) F. Barros & L.R.S. Guim.
- Aganisia tricolor Bois
- Aganisia venusta Rolfe ex Hook. f.